# Бурхасот
Бурхасот (шп. Burjasot) град је у Шпанији у аутономној заједници Валенсијанска Заједница у покрајини Валенсија. Према процени из 2017. у граду је живело 37 324 становника.

## Становништво
Према процени, у граду је 2017. живело 37 324 становника.
| 2017.  |
| ------ |
| 37.324 |